# 十三硫醇
十三硫醇是一种有机化合物，化学式为C13H28S。它可由1-溴十三烷和硫脲反应，再与氢氧化钠溶液回流制得。它可以被氧气氧化为二(十三烷基)二硫化物。它可以在金表面形成十三硫醇金(I)单分子层。